# فابلتیکس
فابلتیکس (انگلیسی: Fabletics) شرکت تجهیزات ورزشی آمریکایی است، که در سال ۲۰۱۳ توسط کیت هادسن تأسیس شد.